# Elfmorgen
Elfmorgen ist eine deutsche Punk-Band aus Friedberg in der Wetterau, die im Jahr 2002 gegründet wurde.
Seit 2019 sind sie beim Label Long Beach Records Europe unter Vertrag, und im selben Jahr unterzeichneten sie bei der Bookingagentur Spider-Promotion aus Hannover.

## Geschichte
2002 gründete Andy Schmaus zusammen mit Patrick Wüst und Marco Nowak die Band Elfmorgen; zuvor spielten sie, damals noch mit dem zweiten Gitarristen Jens Nagel und Marc Dresel am Bass, seit 1992 in der Band Office Tart. Das Debütalbum Unz Gehz Gut erschien 1994. Im selben Jahr gewannen sie den Rock-Nachwuchswettbewerb in Windecken und 1997 den „Coca Cola City Rock“-Bandwettbewerb für Hessen, und ihr Lied Lach mit mir erschien auf dem City-Rock – The Final Showdown Sampler. Nach einer Umbesetzung am Bass entschied sich die Band, den englischen Namen Office Tart in Elfmorgen zu ändern.
Elfmorgen gewannen etliche Bandwettbewerbe, unter anderem 2009 das Publikumsvoting zur You FM Night auf dem Hessentag in Langenselbold und spielten dort mit Mia, Culcha Candela und Itchy Poopzkid.
2016 bis 2018 waren Elfmorgen regelmäßig als Support von Kapelle Petra unterwegs, spielten über 30 Shows in ganz Deutschland mit ihnen und konnten sich dabei eine große deutschlandweite Fanbase erspielen. Im Jahr 2018 spielten sie außerdem bei der Ringrocker Warm Up Party von Rock am Ring. Weiter spielten sie mit Bands wie Montreal, Abstürzende Brieftauben, Sondaschule und Jaya the Cat.
Die Band spielt regelmäßig auf dem Trebur Open Air, dem Karben Open Air, dem Eier mit Speck und dem Open Flair Festival in Eschwege. Einen ihrer größten Auftritte spielte die Band im Sommer 2018, als sie spontan als Co-Headliner auf dem Open Flair Festival vor Feine Sahne Fischfilet auf der Seebühne auftraten. Im Sommer 2019 spielten sie zusammen mit Schmutzki, Tim Vantol, Muff Potter und Frank Turner auf dem großen Open Air vom Schlachthof Wiesbaden.
Seit 2017 veranstaltet die Band ein jährliches Abschlusskonzert unter dem Titel Elfmorgen und Freunde. 2017 fand es im Nachtleben Frankfurt, 2018 in der Batschkapp Frankfurt und 2019 im Schlachthof Wiesbaden statt.
Seit September 2018 ist Elfmorgen zusammen mit der Band Blackout Problems Pate für die Aktion „Schule ohne Rassismus“ der Friedrich-Wilhelm-Schule in Eschwege.
Am 29. November 2019 erschien auf Long Beach Records Europe das Album Zuhause, das durch die Initiative Musik gefördert wurde. Produziert wurde das Album unter anderem von Mike Timmermann, der auch schon bei einigen Sondaschule-Produktionen beteiligt war. Gemastert wurde das Album Zuhause von Pete Maher aus England, der für Bands wie U2 und die Rolling Stones Platten mastert.
Für das Coverdesign konnte Elfmorgen den international bekannten Künstler SBÄM aus Österreich gewinnen. Zu seinen Arbeiten gehören Artworks für Bands wie NOFX, Bad Religion, Pennywise, Lagwagon und Rantanplan.
Das Album Zuhause erreichte Platz 10 in den Metal Hammer Redaktionscharts „Die besten Alben 2019“.
Im Frühjahr 2020 spielten sie ihre erste eigene deutschlandweite Tour, die durch die Corona-Pandemie unterbrochen werden musste.
Im Mai 2021 wurde Elfmorgen als eine von über 1500 Bands ausgewählt, in der Fernsehsendung des Hessischen Rundfunks „Bühne frei“ teilzunehmen, dafür hatte sie Gastgeberin Stefanie Heinzmann persönlich ausgewählt. Das gesamte vom HR aufgezeichnete Konzert kann man in der ARD Mediathek sehen.
ELFMORGEN engagieren sich seit der Gründung für die unterschiedlichsten antifaschistischen Organisationen, ihr Lied Brauner Bär ist auf der „Kein Bock auf Nazis“-Spotify-Playliste.
Sie haben Kooperationen mit Viva con Agua und Pfand gehört daneben.
Am 11. Dezember wurde der Song „Keine Angst“ von Hooligans gegen Satzbau veröffentlicht, bei dem Elfmorgen neben Künstlern wie Jan Plewka von Selig, Suchtpotenzial, Band ohne Anspruch und Oliver Kalkofe mitgewirkt haben. Im Video sind zusätzlich Künstler wie Farin Urlaub, Bela B. und Klaas Heufer-Umlauf zu sehen.

## Diskografie
- 2002: Die ganze Scheiße live (Live-Album)
- 2006: Elfmorgen (Album)
- 2008: Konsequent hinter’m Trend (Tape)
- 2011: Wenn wir nicht zwei sind (Album)
- 2015: 100 Jahre krachlauter Unfug (Best-of-Album 2006–2011)
- 2017: Kapitän (EP)
- 2019: Zuhause (Album, Long Beach Records Europe) / Broken Silence